# Courcelles-Frémoy
Courcelles-Frémoy település Franciaországban, Côte-d’Or megyében. Lakosainak száma 148 fő (2022. január 1.). Courcelles-Frémoy Forléans, La Roche-en-Brenil, Thoste és Montberthault községekkel határos.

## Népesség
A település népességének változása:
| Lakosok száma | 144  | 108  | 125  | 118  | 135  | 128  | 124  | 122  | 130  | 148  |
|               | 1968 | 1982 | 1990 | 2006 | 2013 | 2015 | 2017 | 2019 | 2020 | 2022 |